# 久崎站
久崎站（日语：／ Kuzaki eki */?）是位於兵庫縣佐用郡佐用町久崎，屬於智頭急行智頭線的車站。

## 歷史
- 1994年（平成6年）12月3日[1] - 智頭急行智頭線開通，此站啟用。
  - 當時車站地址為兵庫縣佐用郡上月町久崎。
- 2005年（平成17年）10月1日 - 隨著佐用町（第三次）成立，車站地址變為現址。
- 2009年（平成21年）
  - 8月10日 - 受到熱帶風暴艾濤的影響而發生大雨，此站暫停服務。
  - 8月29日 - 智頭線普通列車重開。

## 車站構造
本站是高架車站，設有2面2線的相對式月台。此站是無人車站，站内沒有設置站房和自動售票機。地面設有樓梯連接高架月台，地面處則設有廁所和候車室。

### 月台
| 月台 | 路線    | 上下行 | 方向                       |
| ---- | ------- | ------ | -------------------------- |
| 1、2 | ■智頭線 | 下行   | 智頭、鳥取、倉吉方向       |
| 1、2 | ■智頭線 | 上行   | 上郡、大阪、京都、岡山方向 |

1號月台是上下行本線。2號月台為副本線，該路軌為一線通過的結構。通常上下行列車均停靠於1號月台。當進行列車交會或避待通過列車時才使用2號月台（在兩架普通列車進行列車交會時，智頭方向列車使用1號月台，上郡方向列車會使用2號月台）。

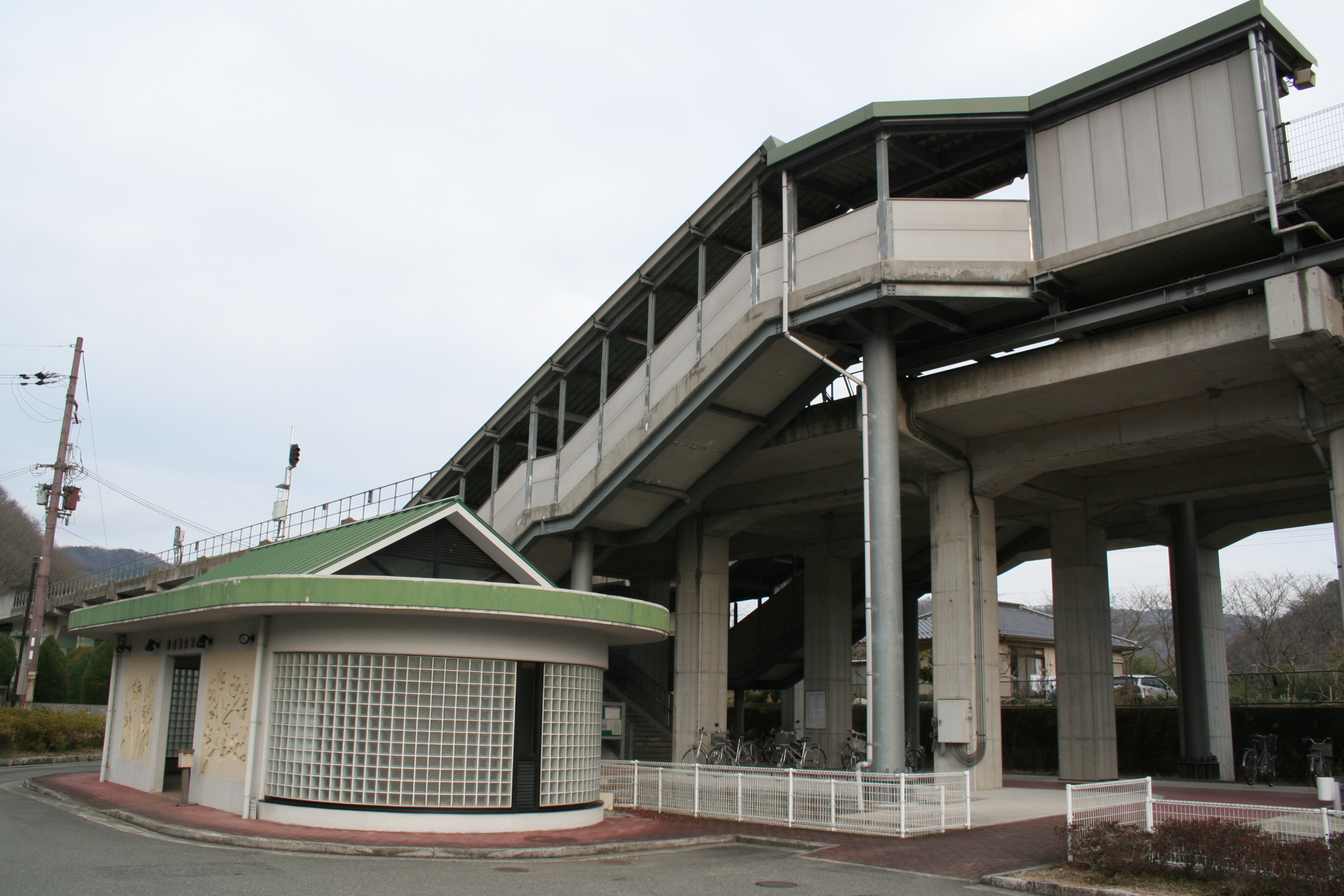
左邊綠色屋頂的建築物是廁所，右邊樓梯為車站出入口。
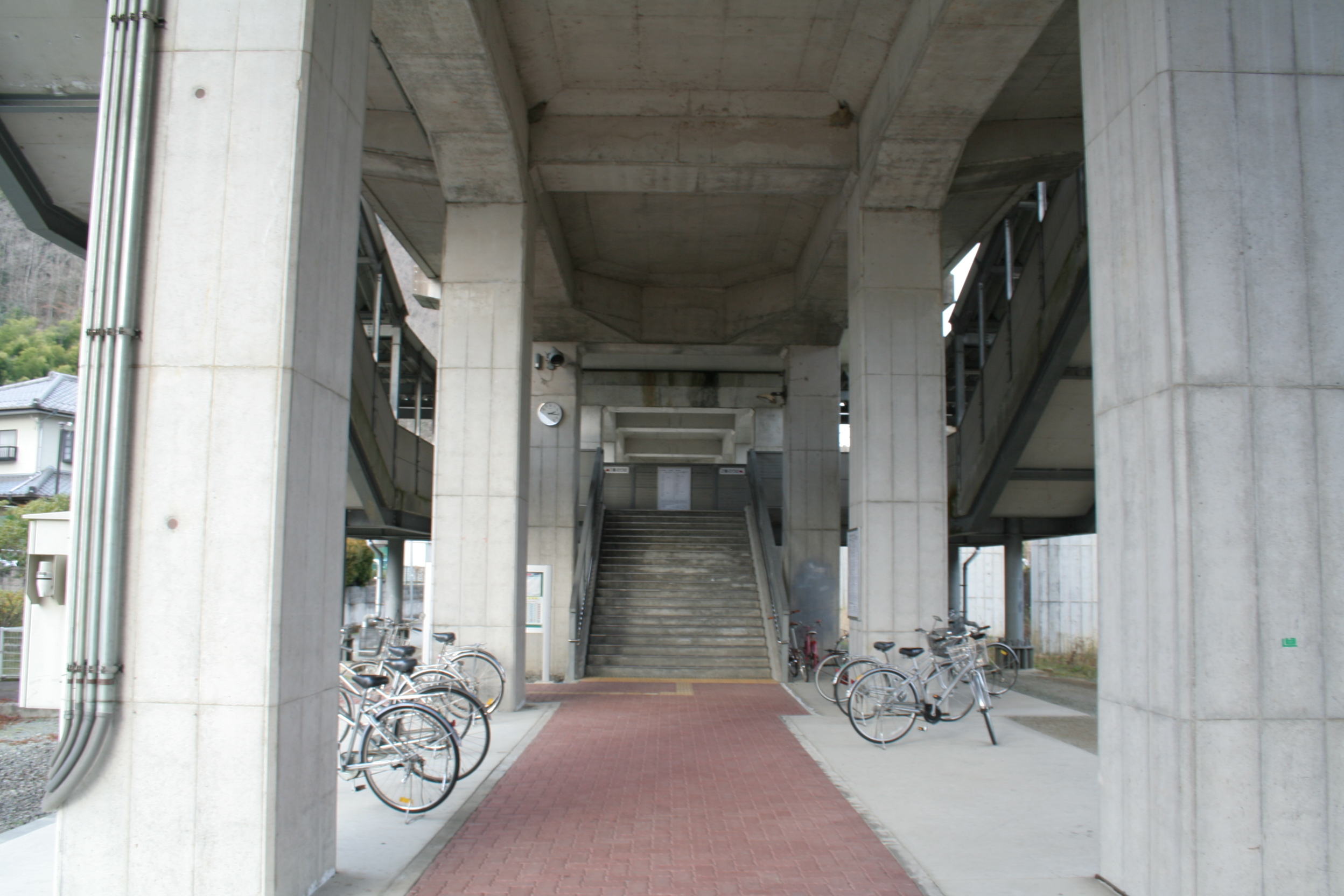
在高架橋下的車站出入口
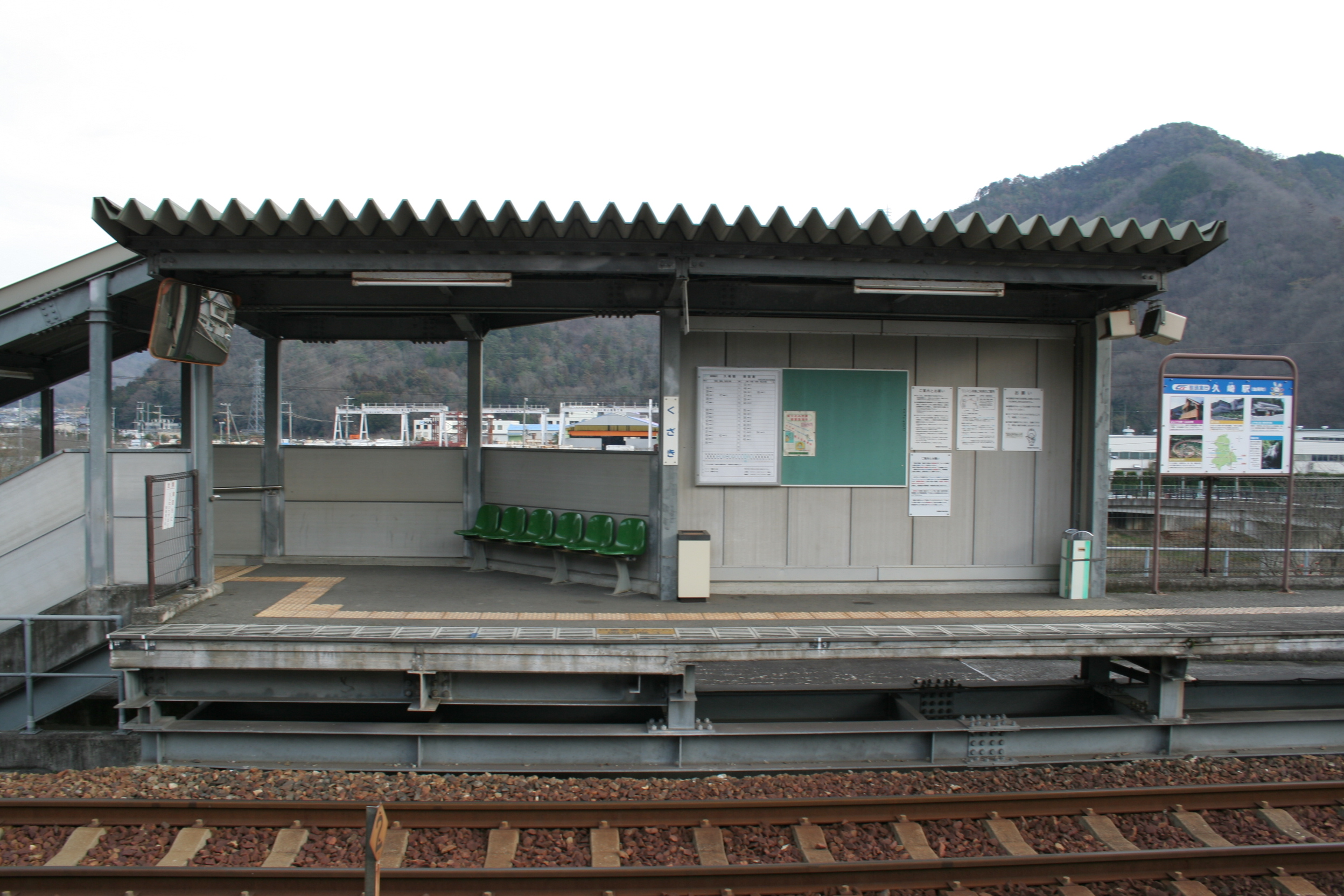
2號月台上的候車室。

## 使用狀況
| 1日上下車人次變化 | 1日上下車人次變化 |
| 年度              | 1日平均人次       |
| ----------------- | ----------------- |
| 2018年            | 80                |

## 車站周邊

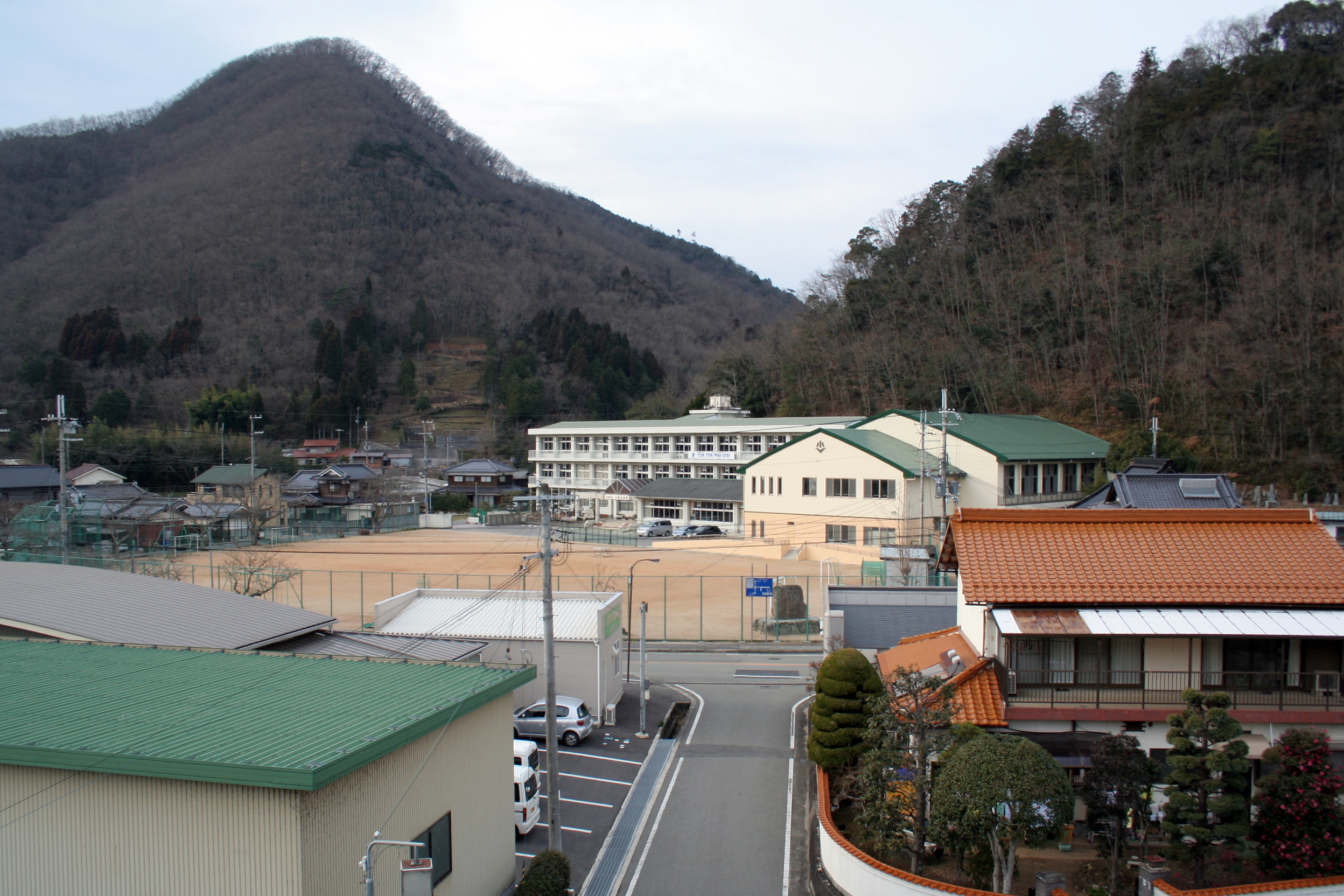
久崎站月台望向舊久崎小學

車站鄰近千種川與佐用川匯合處。
- 舊佐用町立久崎小學（日语：佐用町立久崎小学校）
- 久崎郵局
- 笹丘公園
  - 大滑梯、笹丘莊、笹丘巨蛋（室內運動場）
- 國道373號（日语：国道373号）
- 兵庫縣道368號吉永下德久線（日语：岡山県道・兵庫県道368号吉永下徳久線）
- 久崎温泉 - 源泉溫度為27 ℃[3]，泉質為氯化泉[4]。

## 相鄰車站
智頭急行
■智頭線
河野原圓心－久崎－佐用

## 注腳
1. 1 2 3 4 5 6 7 8 9  . 神戶新聞綜合出版中心. 2011-12-15: 230. ISBN 9784343006028 （日语）.
2. ↑  国土数値情報(駅別乗降客数データ)  （页面存档备份，存于）（日語） - 國土交通省，2019年9月2日參閲
3. ↑  野路菊文庫編「休閒之兵庫縣」野路菊文庫（1967年6月），45頁
4. ↑  久崎温泉 （页面存档备份，存于）（日語）

## 外部連結
- 久崎站 （页面存档备份，存于）（日語） - 車站大樓介紹